# Dafydd ap Llywelyn

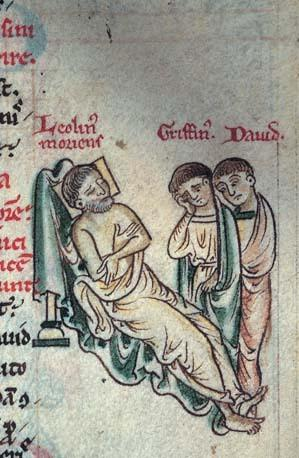
Dafydd ap Llywelyn (rechts) betrauert mit seinem Bruder Gruffydd seinen toten Vater

Dafydd ap Llywelyn (* um 1215; † 25. Februar 1246) war ein Fürst des walisischen Fürstentums Gwynedd. Er war der Nachfolger von Llywelyn ab Iorwerth, sein Kampf gegen den englischen König scheiterte jedoch im Krieg von 1241 und in dem Krieg ab 1244, während dessen er starb.

## Leben

### Herkunft und Jugend
Dafydd ap Llywelyn wurde vermutlich um 1215 als einziger legitimer Sohn von Fürst Llywelyn ab Iorwerth und dessen Ehefrau Johanna, einer illegitimen Tochter von König Johann Ohneland geboren. Entgegen dem üblichen walisischen Erbrecht billigten der königliche Justiciar Hubert de Burgh, Erzbischof Stephen Langton und der päpstliche Legat Pandulf, die führenden Vertreter des minderjährigen Königs Heinrich III., im Mai 1220 in Shrewsbury, dass der ehelich geborene Dafydd anstelle seines älteren, illegitimen Bruders Gruffydd der Haupterbe seines Vaters werden würde. Dies wurde 1222 von Papst Honorius III. bestätigt, der 1226 die Unehelichkeit der Geburt von Dafydds Mutter Johanna aufhob. Im gleichen Jahr bestätigten die führenden walisischen Fürsten Dafydds Erbfolgeanspruch. Sein Vater hoffte, dass sein Sohn als Neffe des englischen Königs von diesem nicht nur als Fürst von Gwynedd, sondern auch als Oberherrscher über Powys und Deheubarth anerkannt werden würde, was ihm selbst verwehrt blieb. 1229 leistete Dafydd dem König feierlich Hommage.
1228 wurde er mit Isabel, einer Tochter des Marcher Lords William de Braose verlobt. Llywelyn ab Iorwerth ließ Braose jedoch wegen Ehebruchs mit seiner Frau Johanna 1230 hängen. Dennoch heirateten Dafydd und Isabel vermutlich vor Ende 1232, und Llywelyn besetzte die Herrschaft Builth, die Isabel als Erbe ihres Vaters erhalten hatte, und zerstörte Builth Castle.

### Frühe Karriere
Ab 1231 wurde Dafydd, zeitweise zusammen mit seiner Mutter oder mit Ednyfed Fychan, dem Seneschall seines Vaters, mit diplomatischen Verhandlungen mit König Heinrich III. betraut. Angesichts der Angriffe seines Vaters zwischen 1231 und 1234 auf die Welsh Marches und seine Unterstützung für den rebellischen Richard Marshal, 3. Earl of Pembroke wiederholte der König seine Bereitschaft, nicht nur einen Waffenstillstand, sondern einen Friedensvertrag mit dem Fürsten von Gwynedd zu schließen. Dennoch wurde in den Verhandlungen nur ein Waffenstillstand erreicht.
Nachdem sein Vater 1237 vermutlich einen Schlaganfall erlitten hatte, hatte Dafydd die Chance, eine dauerhafte Vereinbarung mit dem englischen König zu erzielen. Um seine Nachfolge erneut zu klären, berief Llywelyn 1238 die walisischen Fürsten zu einer Versammlung, um Dafydd zu huldigen. Heinrich III. verbot daraufhin Dafydd, Gruffydd sowie den Fürsten von Deheubarth und Powys ausdrücklich diese Zeremonie. So kam es nur zu einem Treffen der walisischen Fürsten in der Abtei Strata Florida, in der sie Dafydd die Treue gelobten. Dafydd entzog seinem Bruder Gruffydd jedoch die Verwaltung des besetzten Powys Wenwynwyn und beschränkte seine Herrschaft auf die Halbinsel Lleyn.

### Nachfolge seines Vaters und Unterwerfung unter den englischen König

Wales 1234, zur Zeit von Llywelyn ab Iorwerth

Nach dem Tod von Llywelyn am 11. April 1240 huldigte Dafydd dem König am 15. Mai in Gloucester als Fürst von Gwynedd. Dafydd durfte bei diesem Treffen eine Fürstenkrone tragen und wurde vom König zum Ritter geschlagen, dennoch wurde die Zeremonie zu einer Demütigung für Dafydd. Der König betrachtete Dafydd als Vasallen und bekräftigte, dass die kleineren walisischen Fürsten nur ihm direkt und nicht dem Fürsten von Gwynedd huldigen dürfen. Weiterhin wurden offene Grenzkonflikte mit den Marcher Lords geschlichtet, dabei musste Dafydd das von seinem Vater seit 1216 besetzte Fürstentum Powys Wenwynwyn an eine Schlichtungskommission übergeben. Die Bedingungen und Zugeständnisse anlässlich Dafydds Huldigung hatten seine Stellung so untergraben, dass seine Erbfolge in Frage gestellt wurde.
Vermutlich im Herbst 1240 nahm er deshalb seinen Bruder Gruffydd und dessen Sohn Owain gefangen und inhaftierte sie in Criccieth Castle. Dazu konnte er durch die Unterstützung von Ednyfed Fychan und anderen führenden Adligen seine Macht in Gwynedd festigen. Die anglonormannischen Marcher Lords nutzten jedoch die Schwäche des bislang dominierenden walisischen Fürstentums aus und begannen, kleinere walisische Herrschaften in Ceredigion, Maelienydd oder Meisgyn zu besetzen. Da Dafydd diese Angriffe nicht dulden konnte, kam es zu Grenzkonflikten. Daraufhin plante Heinrich III. für Sommer 1241 einen Feldzug nach Gwynedd. Angestiftet durch Gruffydds Frau Senana, die sich für die Freilassung und das Erbrecht ihres Mannes einsetzte, plante Heinrich III. Gwynedd zu teilen und Gruffydd einen Teil des Reiches seines Vaters zuzusprechen. Jetzt zeigte sich, dass Dafydd seine Vormachtstellung gegenüber den anderen walisischen Fürsten verloren hatte. Da sie nach dem Tod von Dafydds Vater bereits dem englischen König gehuldigt hatten, verweigerten sie Dafydd die Unterstützung und befürworteten eine Erbteilung Gwynedds.
Durch die königliche Armee, die von Chester aus die Region von Perfeddwlad zwischen dem Conwy und dem Dee besetzte, wurde Dafydd im August 1241 ausmanövriert und von der Rückzugsmöglichkeit über den Conwy und in das Bergland von Snowdonia abgeschnitten. Ohne die Möglichkeit, weiteren Widerstand zu leisten, musste sich Dafydd am 29. August 1241 in Gwern Eigron am Ufer des Elwy bei St Asaph ergeben. Er musste seinen Bruder an den König ausliefern und versichern, dass er das Urteil des königlichen Gerichts über eine Erbteilung akzeptieren würde. Nach den Plänen des Königs sollte Dafydd Tegeingl in Nordostwales zwischen dem River Clwyd und dem River Dee erhalten. In Meirionydd musste Dafydd die Herrschaft von Llywelyn Fawr, einem Sohn von Maredudd ap Cynan aus einer Nebenlinie seiner Familie akzeptieren. Zwei Tage später musste sich Dafydd in Rhuddlan bereit erklären, sich einem kirchlichen Gericht zu überstellen, wenn er seine Treue dem König gegenüber brechen würde und dass ein Treuebruch seine Erbfolge als ganzes in Frage stellen würde. Im Herbst musste er dazu noch anerkennen, dass sein Reich an den König fallen würde, sollte er keine männlichen Erben hinterlassen. Damit hatte Dafydd innerhalb eines Jahres alles verloren, was sein Vater seit den Kriegen mit König Johann ab 1212 erreicht hatte.
Die demütigende Niederlage Dafydds hatte auch Auswirkungen auf andere walisische Gebiete. In Powys Wenwynwyn wurde Gruffydd ap Gwenwynwyn, der Sohn des von Dafydds Vater vertriebenen Fürsten Gwenwynwyn als feudaler Vasall des englischen Königs eingesetzt. Der walisische Fürst von Maelienydd unterwarf sich dem König und Cardigan und Builth fielen an die Krone. Im September 1241 wurde Dafydds Bruder Gruffydd in den Tower of London gebracht, doch Heinrich III. unternahm keinen Versuch, die Teilung von Gwynedd zu vollziehen. Stattdessen benutzte er seine Geisel als Druckmittel gegenüber Dafydd. 1243 und 1244 sollte sich Dafydd sich wegen Verletzung des Friedens vor dem königlichen Gericht verantworten, doch er ließ sich wegen Krankheit entschuldigen. Gruffydds Sohn Llywelyn ap Gruffydd wurde inzwischen Lord von Dyffryn Clwyd, einer Region, die ursprünglich zu Dafydds Teil von Gwynedd gehören sollte.

### Widerstand gegen den König und Tod
Am 1. März 1244 verunglückte Gruffydd bei einem Fluchtversuch aus dem Tower tödlich. Damit hatte der König sein Druckmittel gegenüber Dafydd verloren, und Dafydd erklärte sich zum Rächer seines Bruders. Er schloss rasch ein Bündnis mit den meisten anderen walisischen Fürsten, um Widerstand gegen die englische Vorherrschaft zu leisten. Lediglich Morgan ap Hywel von Gwynllŵg sowie Gruffydd Maelor ap Madog und Gruffydd ap Gwenwynwyn von Powys schlossen sich dem Bündnis nicht an. Die Waliser eroberten Perfeddwlad zurück, auch Mold Castle wurde erobert. Der König sandte Gruffydds ältesten Sohn Owain Goch nach Chester, um die walisische Allianz zu spalten, doch Owain weigerte sich, Gwynedd zu Lebzeiten Dafydds zu betreten. Auch Llywelyn ap Gruffydd unterstützte seinen Onkel, so dass dem englischen König eine breite Allianz der walisischen Fürsten gegenüberstand. Dazu wandte sich Dafydd an Papst Innozenz IV., dem er Gwynedd als Lehen anbot, wenn er ihn von seiner Treue gegenüber dem König entband. Der Papst beauftragte im Juli 1244 die Äbte von Aberconwy und Cymer mit der Prüfung dieses Vorschlags. Neun Monate später lehnte der Papst angesichts des Widerspruchs des englischen Königs sowie dessen Bereitwilligkeit, den finanziellen Verpflichtungen gegenüber dem Papst nachzukommen, Dafydds Vorschlag mit der Begründung, dass seine Vorfahren schon lange Vasallen des Königs gewesen seien, ab. Während dieser Verhandlungen mit dem Papst war Dafydd vom Erzbischof von Canterbury exkommuniziert und sein Reich mit dem Interdikt belegt worden. Dafydd bezeichnete sich selbst nun als Fürst von Wales, doch war dieser Titel eher eine Herausforderung als eine Entsprechung der Tatsachen, da zu dieser Zeit seine Macht in Ost-, Süd- und Westwales sehr eingeschränkt war.
Nach langem Zögern versammelte der König eine Armee in Chester, um im August 1245 einen Feldzug nach Nordwales zu führen. Der Feldzug war jedoch schlecht vorbereitet worden. Die königliche Armee konnte nur bis zum River Conwy vorrücken, wo sie zwei Monate vor Deganwy Castle lagerte. Eine aus Irland kommende englische Streitmacht plünderte zwar die Insel Anglesey, doch angesichts der schwierigen Versorgungslage seiner Armee konnte der König nicht weiter nach Snowdonia vorrücken und musste sich Anfang Oktober nach England zurückziehen. Bevor der Krieg im nächsten Jahr fortgeführt werden konnte, starb Dafydd am 25. Februar 1246 in Aber zwischen Bangor und Penmaenmawr. Er wurde in der Abtei Aberconwy beigesetzt. Seine Witwe Isabel kehrte nach England zurück und lebte fortan in Haverford, einem Besitz ihrer Mutter in Südwestwales, wo sie bereits im Februar 1248 starb. Seine 1246 geborene Tochter Helen starb 1295.

## Weiterer Verlauf des Krieges
Der königliche Steward von Carmarthen und Cardigan, Nicholas de Moels, führte im Sommer 1246 eine Armee von Carmarthen durch das Bergland von Wales bis nach Deganwy, so dass die Gebiete westlich des Conwy wieder besetzt wurden. Ohne Nachschub und geschwächt durch eine Hungersnot, zerfiel das Bündnis der walisischen Fürsten, die nach und nach Frieden mit dem englischen König schlossen. Im Frühjahr 1247 ergaben sich Owain und Llywelyn, die als Söhne von Gruffydd ap Llywelyn die Herrschaft in Gwynedd übernommen hatten, dem König. Da Dafydd ohne männliche Nachkommen gestorben war, hätte Gwynedd nach den 1241 vereinbarten Bestimmungen an die Krone fallen müssen. Der König sah sich jedoch außerstande, das Land vollständig zu besetzen. Im am 30. April 1247 geschlossenen Vertrag von Woodstock fiel Perfeddlawd an Chester und das verbliebene Gwynedd wurden zwischen Owain und Llywelyn ap Gruffydd aufgeteilt.

## Nachwirkung
2009 wurde der am 25. Juli 1990 entdeckte Asteroid 18349 nach Dafydd ap Llywelyn benannt, weil auf den Tag genau 750 Jahre vor der Entdeckung des Asteroiden der walisische Fürst seine erste Urkunde unterzeichnete. Ein walisisches Komitee hatte die Benennung nach Dafydd ap Llywelyn vorgeschlagen.